# Andrej Antonau
Andrej Iharawitsch Antonau (belarussisch Андрэй Ігаравіч Антонаў, russisch Андрей Игоревич Антонов/Andrei Igorewitsch Antonow; * 27. April 1985 in Ramenskoje, Russische SFSR) ist ein russisch-belarussischer Eishockeyspieler, der seit 2017 beim HK Junost Minsk aus der belarussischen Extraliga unter Vertrag steht.

## Karriere
Andrej Antonau begann seine Karriere als Eishockeyspieler in der Jugend von Chimik Woskressensk, für dessen zweite Mannschaft er von 2001 bis 2004 in der Perwaja Liga, der dritten russischen Spielklasse, aktiv war. Anschließend kehrte er in seine belarussische Heimat zurück, in der er die folgenden vier Jahre für den HK Chimwolokno Mahiljou in der Extraliga auflief. Zudem stand er in der Saison 2004/05 in 19 Spielen für Motor Barnaul in der Wysschaja Liga, der zweiten russischen Spielklasse, auf dem Eis. Nachdem der Verteidiger in der Saison 2007/08 mit dem HK Keramin Minsk erstmals belarussischer Meister wurde, verpflichtete ihn dessen Stadtrivale, der HK Dinamo Minsk aus der neu gegründeten Kontinentalen Hockey-Liga, für den er in der folgenden Spielzeit in allen 56 Partien der Hauptrunde auflief, in denen er 15 Scorerpunkte, darunter sechs Tore, erzielte. In der Spielzeit 2009/10 kam er parallel für den HK Schachzjor Salihorsk in der belarussischen Extraliga zum Einsatz.
Zur Saison 2011/12 wurde Antonau vom HK Njoman Hrodna aus der Extraliga verpflichtet. Zwischen 2013 und 2015 spielte er dann wieder in der KHL, diesmal für Awtomobilist Jekaterinburg, ehe er im Juni 2015 zum HK Spartak Moskau wechselte. Ohne ein Pflichtspiel für Spartak absolviert zu haben, wurde Antonau im September 2015 im Rahmen eines Spielertauschs an den HK Jugra Chanty-Mansijsk abgegeben.

### International
Für Belarus nahm Antonau an der Weltmeisterschaft 2009 teil, bei der er mit seiner Mannschaft den achten Platz belegte.

## Erfolge und Auszeichnungen
- 2008 Belarussischer Meister mit dem HK Keramin Minsk
- 2009 Spengler-Cup-Gewinn mit dem HK Dinamo Minsk
- 2012 Belarussischer Vizemeister mit dem HK Njoman Hrodna
- 2013 Belarussischer Meister mit dem HK Njoman Hrodna
- 2013 Bester Verteidiger der belarussischen Extraliga
- 2018 Gewinn des IIHF Continental Cups mit dem HK Junost Minsk
- 2018 Belarussischer Vizemeister mit dem HK Junost Minsk
- 2019 Belarussischer Meister mit dem HK Junost Minsk
- 2019 Bester Verteidiger der belarussischen Extraliga

## KHL-Statistik
(Stand: Ende der Saison 2010/11)